# Station Rytel
Station Rytel is een spoorwegstation in de Poolse plaats Rytel.